# Abraham Suckewer
Abraham Suckewer (jid. ‏אַבֿרהם סוצקעווער‎ Awrom Suckewer, ur. 2 lipca?/15 lipca 1913 w Smorgoniach, zm. 19 stycznia 2010 w Tel Awiwie) – żydowski i polski poeta i pisarz, tworzący w języku jidysz. Znawca literatury i sztuki, popularyzator języka jidysz w Izraelu. Jego wiersze tłumaczone były między innymi na angielski, francuski, japoński i polski.
W 1970 i 1972 znalazł się w gronie osób nominowanych do Nagrody Nobla w dziedzinie literatury.

## Życiorys

### Dzieciństwo
Pochodził z rodziny rabinackiej, jego dziadkowie byli uczonymi w piśmie, a także sami pisali rozważania i interpretacje świętych ksiąg. Jego dziadek ze strony matki był rabinem w miejscowości Michaliszki.
W 1915 r., po spaleniu Smorgoni, rodzina Suckewerów przeprowadziła się na Syberię, gdzie młody Abraham wychowywał się wśród Kirgizów. W tym okresie poznał oficera armii austriackiej, przyszłego poetę Awigdora Hameria. Ojciec Abrahama był skrzypkiem amatorem, zmarł w 1920 r., po jego śmierci rodzina wyjechała do Wilna, gdzie zamieszkała przy ulicy Śnipiszki. Po przyjeździe do Wilna młody Suckewer znał język polski, hebrajski i rosyjski. Języka jidysz nauczył się od kolegów. Uczęszczał do chederu i korzystał z pomocy korepetytorów, po czym poszedł do polsko-hebrajskiego gimnazjum. Wraz z przyszłymi poetami Michałem Czernichowem i Szmerke Kaczergińskim należał do żydowskiej organizacji skautowskiej Bin, ich wychowawcą był między innymi malarz Chaim Mekler, brat poety Lejzera Wolfa. Duży wpływ na Abrahama w tym okresie miał dom rodzinny i osoba jego matki.

### Lata 30.

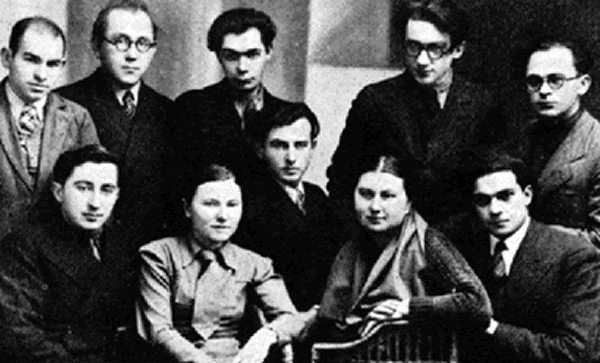
Artyści grupy Jung Wilne. Od prawej stoją: Szmerl Kaczergiński, Abraham Suckewer, Elchanan Wogler, Chaim Grade, Lejzer Wolf, siedzą: Mosze Lewin, Szejna Efron, Szymszon Kahan, Rachela Suckewer i Bencijon Michtom

Był słuchaczem Uniwersytetu Wileńskiego (wykłady Manfreda Kridla). Debiutował w latach 30. XX wieku na łamach warszawskiego tygodnika jidysz „Wochnszrift far literatur” wierszem Bal maskowy, następnie w wileńskim dzienniku „Der Wilner Tog” ukazał się jego wiersz Pod deszczem. Związany z wileńską grupą literacką Jung Wilne. W sierpniu 1935 r. poznał goszczącego w Wilnie światowej sławy malarza Marca Chagalla, z którym w następnych latach łączyła go bliska przyjaźń. W tym samym roku będąc w Warszawie zawarł bliższą znajomość z redaktorem dziennika „Der Moment” Noachem Pryłuckim, młodym poetą Aronem Cajtlinem, a także poznał Juliana Tuwima. Jego wiersze zaczęły się ukazywać w elitarnym czasopiśmie literackim „In Zicht”. W 1937 r. ukazał się dzięki pomocy Josepha Rotha pierwszy jego tomik Lider (Wiersze) z okładką autorstw malarza Jankiela Adlera, wydany nakładem PEN Clubu pisarzy żydowskich. Tomik został ciepło przyjęty przez krytyków. Przedruki jego wierszy ukazały się również w prasie zachodniej. Bardzo rozwinięty w tym okresie u poety był proces samokształcenia. Często bywał w Bibliotece Staszuna oraz w Żydowskim Instytucie Naukowym. Z powodzeniem pisał w języku starożydowskim, przywracając go czytelnikowi. Stworzył w nim w tym okresie 80 wierszy (wojnę przetrwały cztery).

### II wojna światowa
W 1940 r. ukazuje się jego drugi tomik Waldiks („Leśnie”). Przetrwał pierwszy okres prześladowań Żydów w Wilnie w lipcu 1941 r., w okresie łapanek Żydów przez bojówki litewskie, ukryty w przewodzie kominowym we własnym domu. Poemat, który wtedy napisał – Zaraza, nawiązuje do tych tragicznych dni. Rękopis tego wiersza przetrwał ukryty w domu rodzinnym Suckewera przy ul. Wiłkomirskiej 14 aż do 1990 r. Pod koniec 1941 r. zdobył pierwszą nagrodę za poemat Dos Kejwer kind („Dziecko grobu”) w konkursie literackim ogłoszonym przez Związek Literatów i Dziennikarzy Żydowskich, w którym nagrodą główną było 10 rubli w złocie, podzielone później przez poetę między przyjaciół.
W czasie okupacji niemieckiej przebywał wraz z rodziną w getcie wileńskim. Od stycznia 1942 r. był jednym z pięciu Żydów zatrudnionych przy katalogowaniu zrabowanych dzieł sztuki i księgozbiorów pochodzących z żydowskich i polskich muzeów, bibliotek, bożnic, mieszkań prywatnych oraz YIVO na zlecenie Einsatzstab Reichsleiter Rosenberg. W tym czasie wraz z Zeligiem Kalmanowiczem, Hermanem Krukiem, Szmerke Kaczergińskim, Rachelą Kryńska, Umą Olkienicką, drem Danielem Feinsteinem, Noema Markelesem, Marią Abramowicz i litewskim poetą Kazysem Borutą podjął się organizacji schowków i zdeponowania w nich najcenniejszych ze zrabowanych dzieł, którym groziło zniszczenie, w tym ok. dwóch tysięcy ksiąg z biblioteki Straszuna, rzeźb z Muzeum An-skiego, oryginału niewydanego dotąd słownika dra Alfreda Landaua, listów Szolema Alejchema, rękopisów Chajima Nachmana Bialika, Maksyma Gorkiego i Dawida Bergelsona. Od przełomu stycznia i lutego 1942 r. działał w Zjednoczonej Organizacji Partyzanckiej Icchaka Wittenberga. W 1943 r. stworzył poemat Kol Nidrej, wysłany za pośrednictwem partyzantów do Moskwy i opublikowany w języku angielskim i niemieckim.
W getcie została zamordowana matka i siostra poety, a także jego nowo narodzony syn.
Po likwidacji getta wileńskiego był ukrywany przez Polkę, Janową Bartoszewicz. Według innych źródeł spędził okres do lipca 1944 r. walcząc w partyzanckim oddziale Abby Kownera. Był jednym ze współzałożycieli powstałego w 1944 roku Muzeum Żydowskiego w Wilnie, co dzięki wstawiennictwu żydowskich literatów w ZSRR umożliwiło mu wyjazd do Moskwy, gdzie współpracował z „Prawdą” i „Izwiestiami”. W tym okresie nawiązał bliską przyjaźń z Ilją Erenburgiem, Salomonem Michoelsem, Perecem Markiszem i Dawidem Bergelsonem. 29 kwietnia 1944 r. w „Prawdzie” ukazał się artykuł Erenburga poświęcony poecie. W Moskwie Suckewer uczestniczył w licznych spotkaniach literackich, jego utwory zaczęły być tłumaczone na rosyjski.

### Okres powojenny
Po zakończeniu działań wojennych zeznawał jako jedyny Żyd-oskarżyciel w procesie norymberskim reprezentując stronę radziecką; miało to miejsce 27 lutego 1946 r.
Po powrocie do Moskwy publikował w tamtejszej prasie, a także uczestniczył w odczycie Żydowskiego Komitetu Antyfaszystowskiego na temat procesu norymberskiego. Rząd Litewskiej Socjalistycznej Republiki Radzieckiej wystąpił o przyznanie mu Nagrody Stalinowskiej za całokształt twórczy. Jeszcze w 1946 r. wyjechał do Polski, gdzie mieszkał w Warszawie i Łodzi. W tym okresie napisał poemat Do Polski. W tym samym roku wyjechał do Paryża, a także uczestniczył w pierwszym po wojnie kongresie syjonistycznym w Bazylei, gdzie poznał przyszłą premier Izraela, Goldę Meir, która pomogła mu w zdobyciu fałszywego paszportu, umożliwiając tym samym wyjazd do Palestyny.
We wrześniu 1947 r. wraz z żoną i córką na statku Patria dotarł do Palestyny, gdzie zostaje entuzjastycznie przyjęty. Zorganizował grupę młodych twórców piszących w języku jidysz Jung Israel („Młody Izrael”) i został przewodniczącym Związku Pisarzy Żydowskich w Izraelu. W 1966 roku był kandydatem do literackiej Nagrody Nobla.
Do śmierci mieszkał w Tel-Awiwie. W Izraelu walczył o przetrwanie języka jidysz publikując pismo „Di Goldene Kejt”, które zyskało sobie miano najlepszego pisma literackiego i literaturoznawczego w jidysz.
W 1953 r. ukazał się w Izraelu powstały w 1936 r. poemat poety Sybir nawiązujący do krainy jego dzieciństwa. Utwór został przetłumaczony na język hebrajski, angielski i częściowo na język francuski. Ilustracje do utworu wykonał Marc Chagall. Sam Suckewer przed ukazaniem się utworu wielokrotnie go poprawiał i zmieniał.
W 1993 r. ukazał się w Polsce zbiór Zielone akwarium w przekładzie Michała Friedmana, a w 2003 r. biografia pt. Wilno Jerozolimą było – rzecz o Abrahamie Sutzkeverze autorstwa niewidomego publicysty Daniela Kaca.
Na pisarstwo Suckewera, szczególnie w pierwszych etapach jego twórczości, duży wpływ miała literatura polska, dzieła Adama Mickiewicza, Juliusza Słowackiego, Bolesława Leśmiana, Juliana Tuwima i Cypriana Kamila Norwida.
Został laureatem nagrody im. Icyka Mangera.

## Dzieła
- 1937: ‏לידער‎ (Lider)
- 1940: ‏וואַלדיקס‎ (Waldiks)
- 1945: ‏די פֿעסטונג‎ (Di festung)
- 1946: ‏לידער פֿון געטאָ‎ (Lider fun geto)
- 1946: ‏ווילנער געטאָ 1941–1944‎ (Wilner geto 1941–1944)
- 1948: ‏געהיימשטאָט‎ (Gehejmsztot)
- 1952: ‏אין פֿײַער־וואָגן‎ (In fajer-wogn)
- 1955: ‏אָדע צו דער טויב‎ (Ode cu der tojb)
- 1957: ‏אין מידבר סיני‎ (In midber Sinaj)
- 1960: ‏אָאַזיס‎ (Oazis)
- 1961: ‏גײַסטיקע ערד‎ (Gajstike erd)
- 1963: ‏פּאָעטישע ווערק (באַנד 2–1)‎ (Poetisze werk, tom 1-2)
- 1968: ‏לידער פֿון ים־המוות‎ (Lider fun jam-hamowes)
- 1968: ‏פֿירקאַנטיקע אותיות און מופֿתים‎ (Firkantike ojsjes un mofsim)
- 1970: ‏צײַטיקע פּנימער‎ (Cajtike penemer)
- 1974: ‏די פֿידלרויז‎ (Di fidlrojz)
- 1975: ‏גרינער אַקוואַריום‎ (Griner akwarium – polski przekład: Zielone akwarium)